# Marea Adriatică
Marea Adriatică (latină Mare Adriaticum; italiană Mare Adriatico; croată, bosniacă și sârbocroată Jadransko more sau scurt Jadran; slovenă Jadransko morje; albaneză Deti Adriatik sau scurt Adriatiku), este un braț al Mării Mediterane, separând Peninsula Italică de Peninsula Balcanică.
Coasta de vest este în Italia, iar cea de est este în cadrul țărilor: Slovenia, Croația, Bosnia și Herțegovina, Muntenegru și Albania.
Numele este derivat de la colonia etruscă Adria.

## Turism
Turismul este important pentru economia statelor riverane. Multe stațiuni de pe acestă mare sunt cunoscute în toată Europa.
- Italia: Trieste, Veneția, Ravenna, Rimini, Chioggia, Eraclea, Jesolo, Caorle, Bibione, Grado, Ancona, San Benedetto del Tronto, Giulianova, Pescara, Vasto, Termoli, Vieste, Trani și Otranto
- Croația: Dubrovnik, Rovinj, Porec, Pula, Opatija, în insulele croate , Zadar, Sibenik, Trogir, Split, și riviera Makarska
- Slovenia : Portorož, Izola, Koper și Piran
- Muntenegru: Budva, Herceg Novi, Ulcinj și Bar
- Bosnia și Herțegovina: orașul Neum
- Albania: Durres, Vlora, Golem, Velipoja și Shengjin

## Porturi

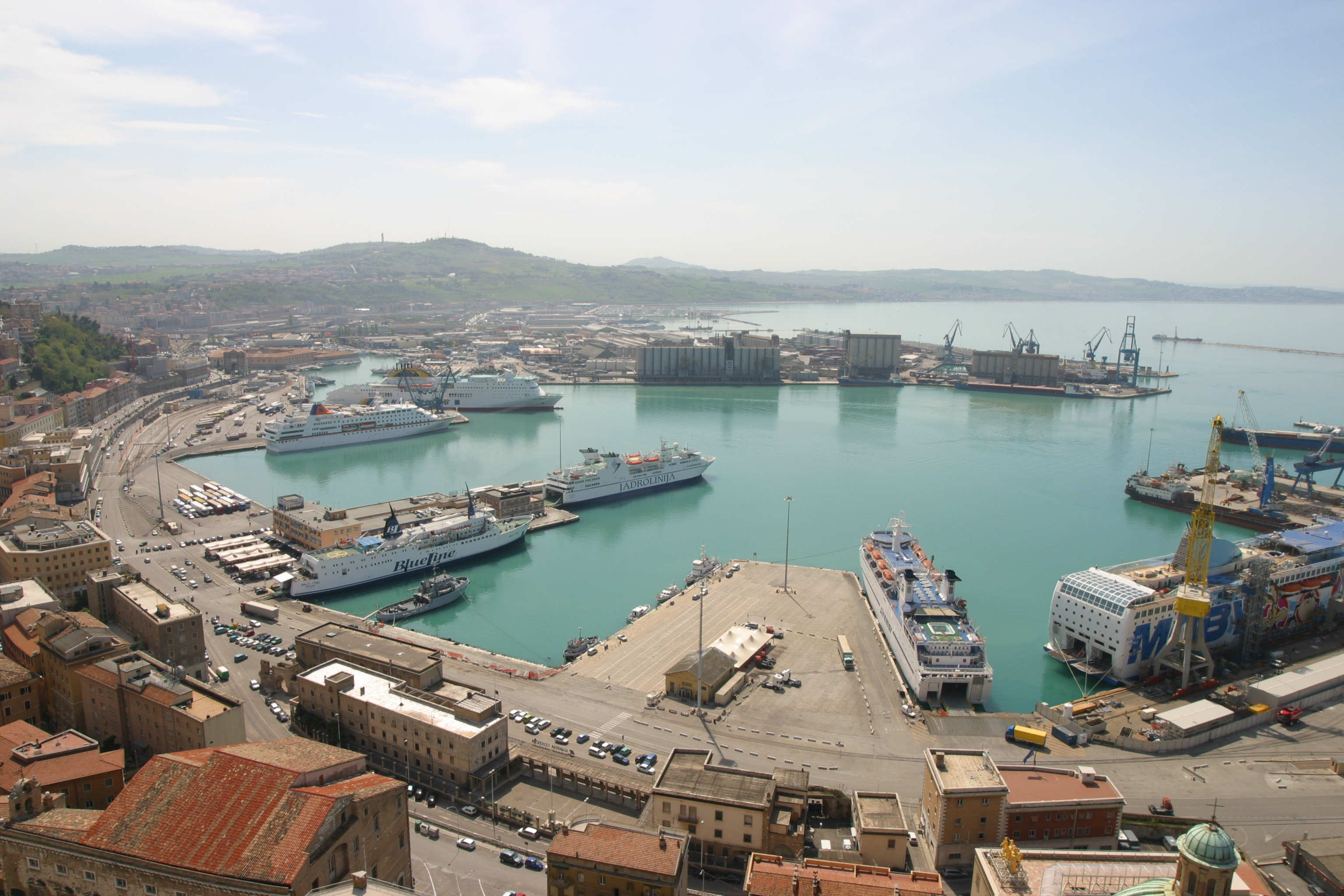
Portul Ancona

Cele mai mari porturi la Marea Adriatică sunt:
- în Italien: Trieste, Veneția, Chioggia, Ravenna, Ancona, Pescara, Ortona, Bari, Brindisi
- în Slovenia: Koper
- în Croația: Pula, Rijeka, Ploče, Zadar, Split, Dubrovnik
- în Montenegru: Kotor, Bar
- în Albania: Durrës, Vlora

## Insule
- Croația: Brač, Cres, Čiovo, Dugi Otok, Hvar, Ilovik, Ist, Jabuka, Korčula, Krk, Lastovo, Lopud, Lošinj, Mljet, Pag, Premuda, Olib, Rab, Šipan, Susak, Vis, Unije și multe altele. În total sunt 1.246 de insule în Marea Adriatică croată. Dintre care doar 47 sunt locuite.
- Bosnia și Herțegovina: Mali Školj și Veliki Školj
- Muntenegru: Sveti Stefan, Sveti Nikola, și grupul de insule mici în Golful Kotor: Mamula, Sveti Marko, Ostrvo Cvijeća ("Insula florilor"), precum și Gospa od Škrpjela și Sveti Đorđe, Perast
- Albania: Sazan înainte de peninsula Karaburun lângă strâmtoarea Otranto
- Italia: Isole Tremiti, la nord de peninsula Gargano

## Galerie

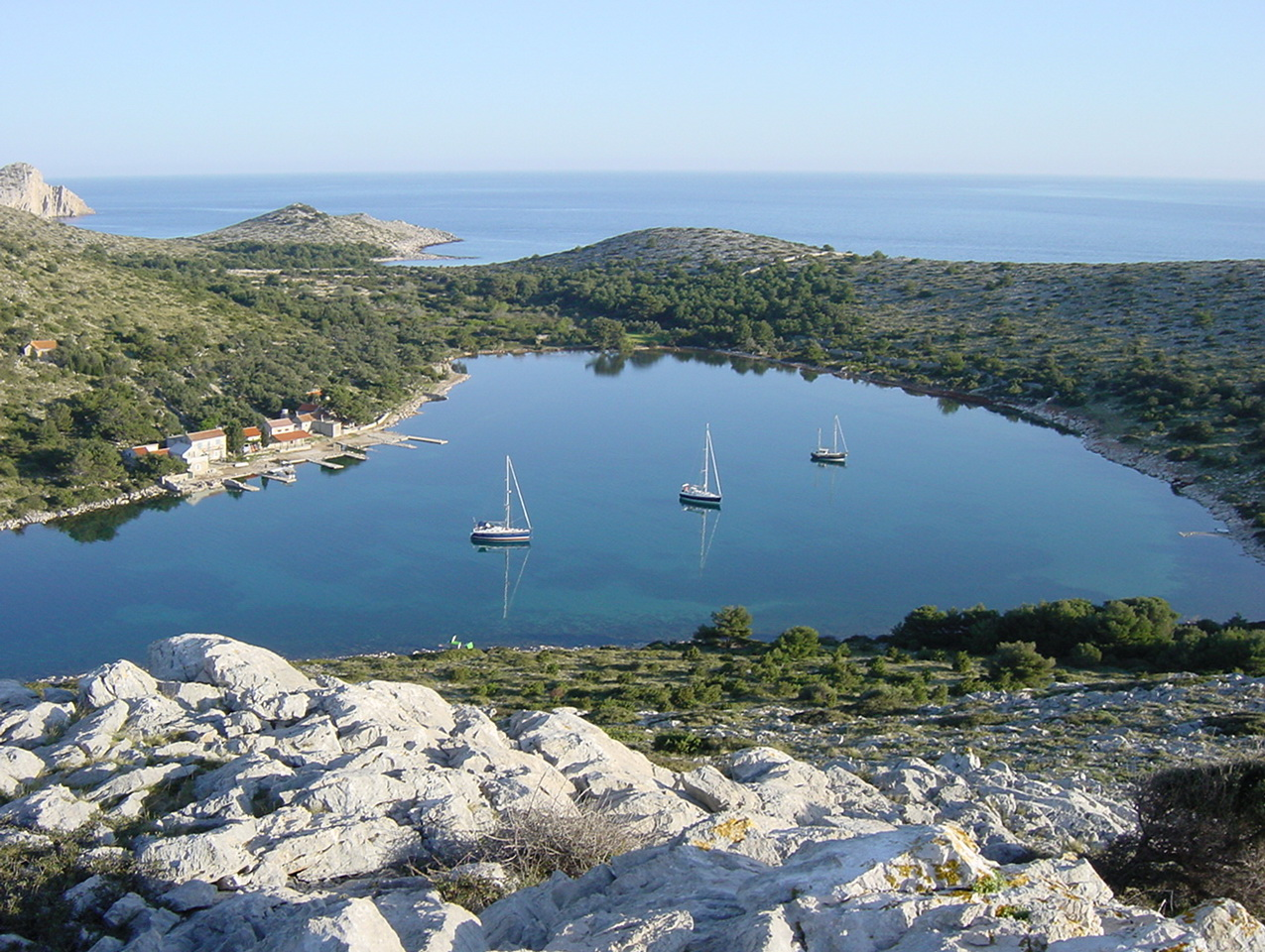
Insula Lavsa, Croația
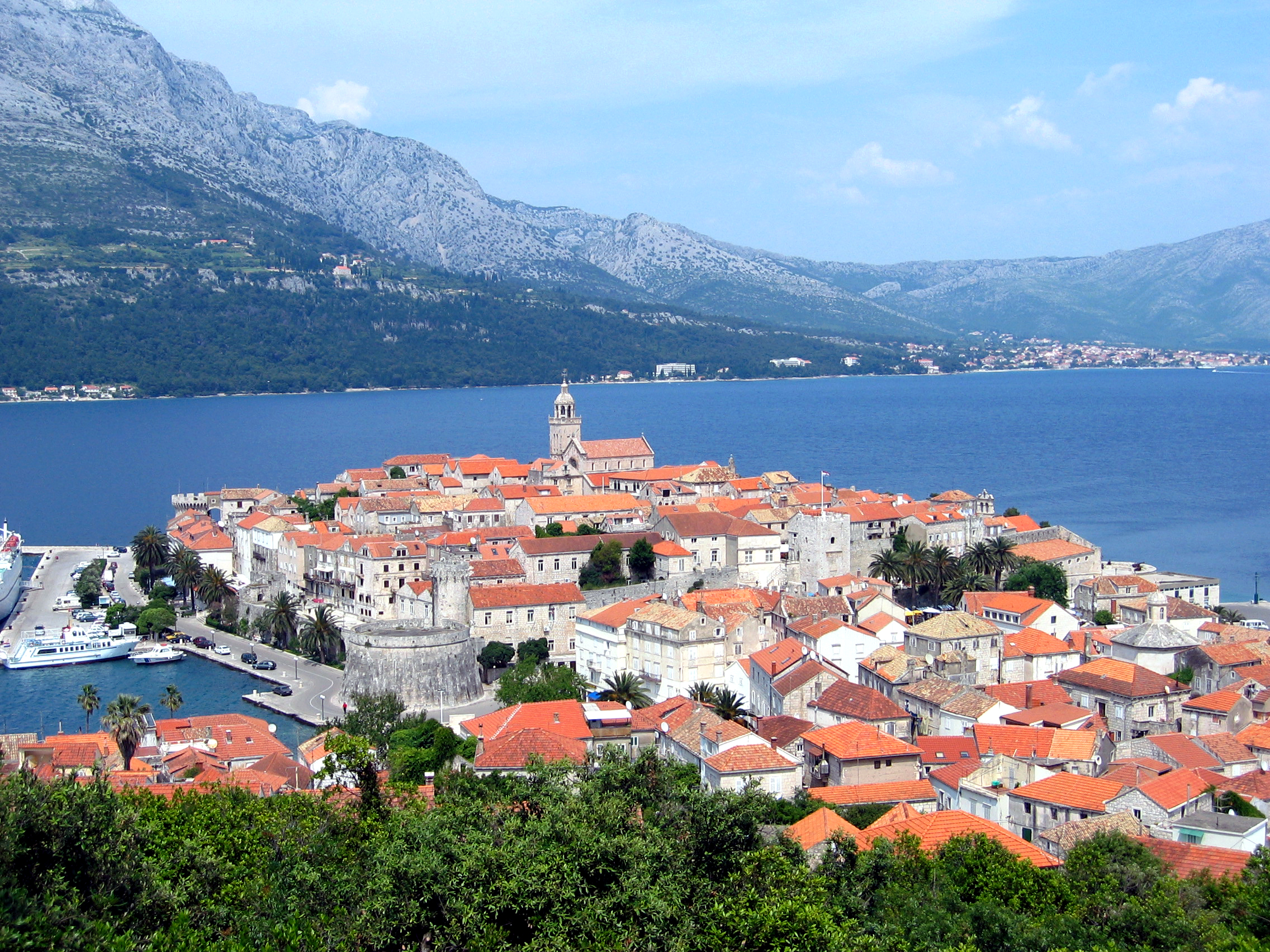
Orașul Korčula (Croația)
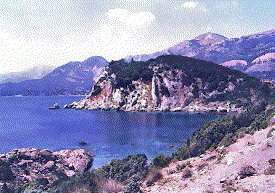
Marea_Adriatică, Montenegru 1976
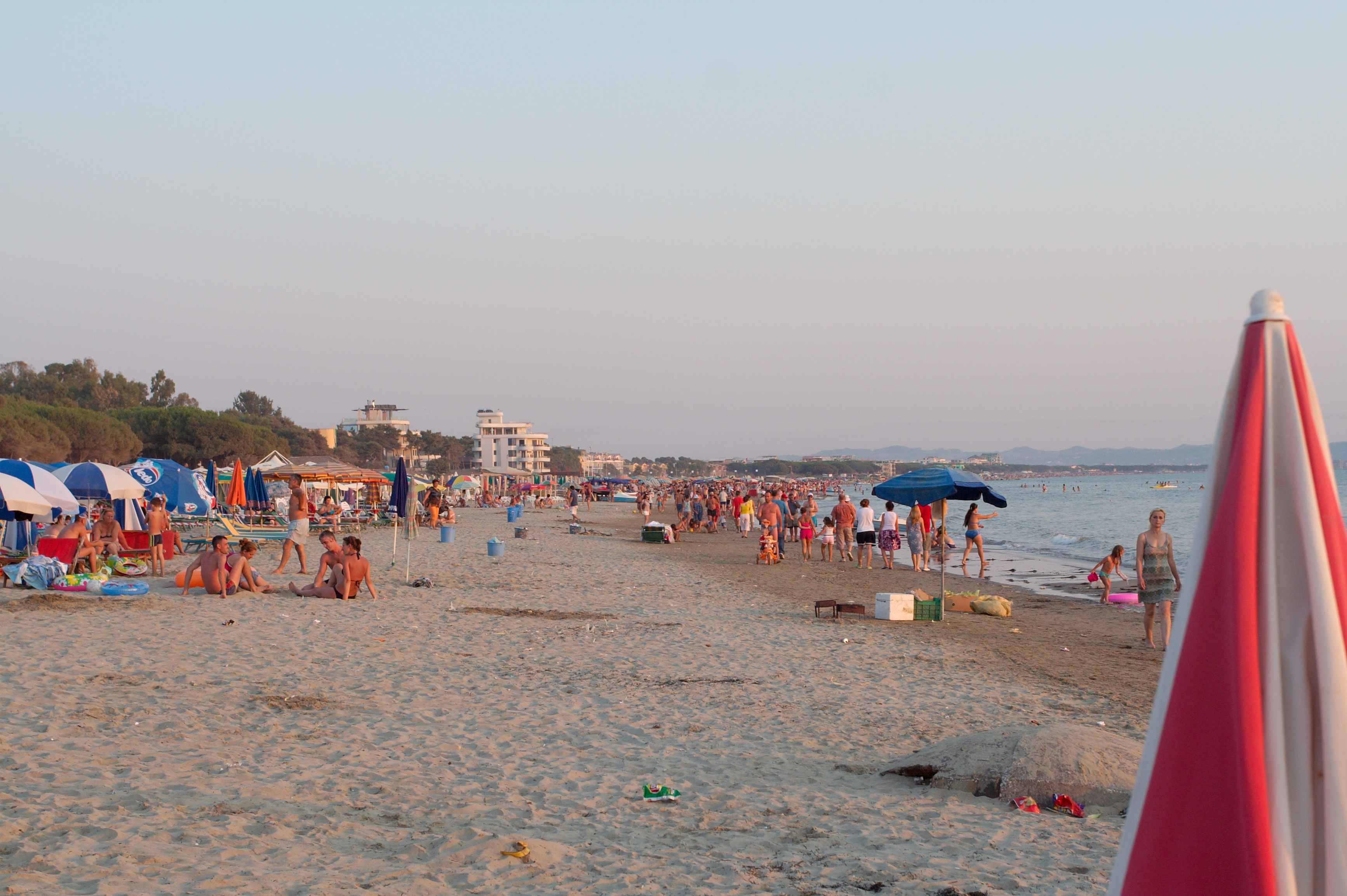
Plaja la Durrës
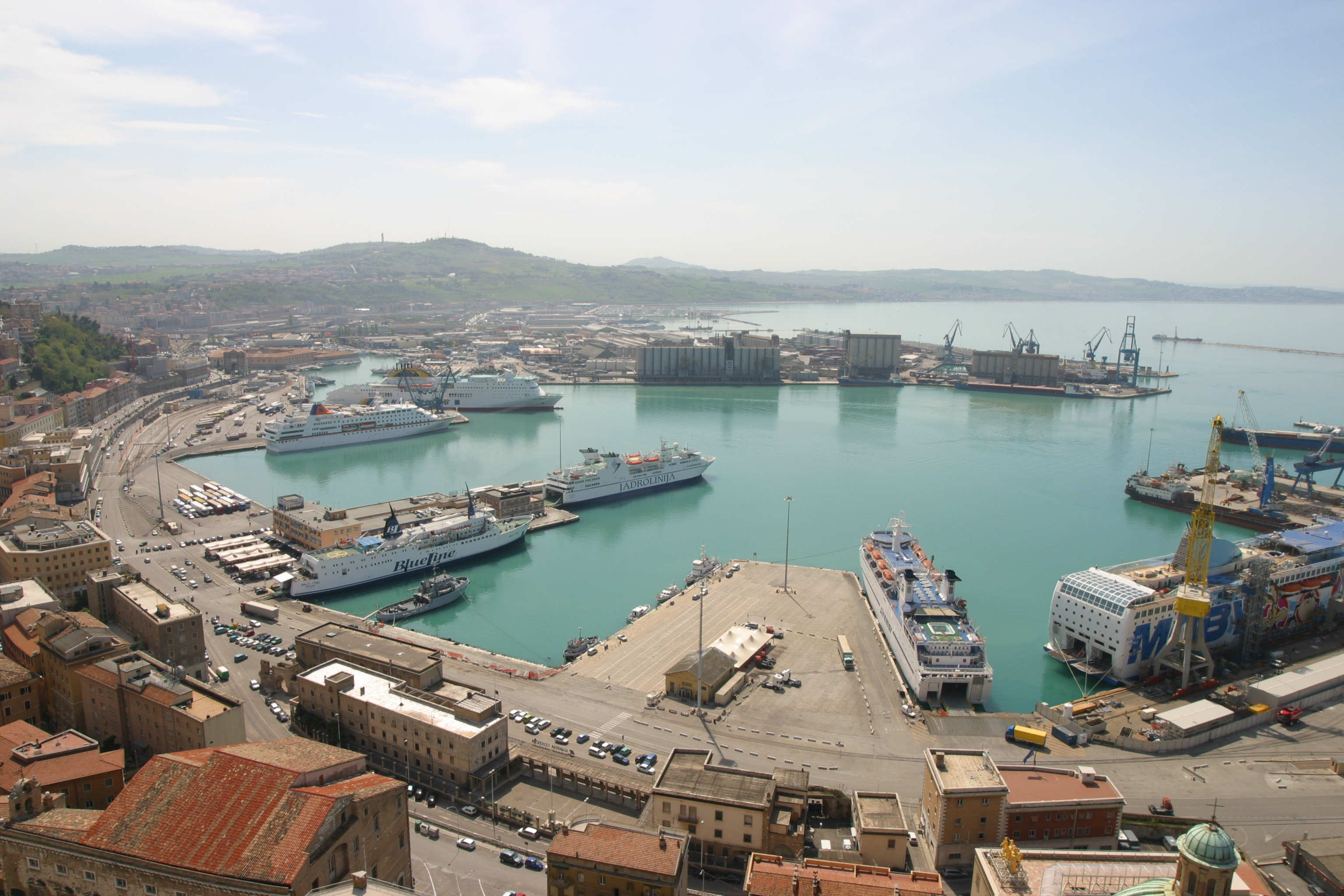
Portul Ancona